# Prêmio Oliver E. Buckley de Matéria Condensada
O Prêmio Oliver E. Buckley de Matéria Condensada é um prêmio dado anualmente pela American Physical Society em reconhecimento e encorajamento à contribuições teóricas ou experimentais de destaque para física da matéria condensada. Ele foi dotado pela Bell Labs como um meio de premiar trabalhos científicos de destaque.
O prêmio foi nomeado em homenagem à Oliver E. Buckley, ex-presidente do Bell Labs.
O prêmio é dado anualmente para uma única contribuição científica, mas pode ser repartido por mais de uma pessoa se elas tiverem trabalhado em conjunto.

## Agraciados
- 1953 William Shockley
- 1954 John Bardeen
- 1955 LeRoy Apker
- 1956 Clifford Glenwood Shull
- 1957 Charles Kittel
- 1958 Nicolaas Bloembergen
- 1959 Conyers Herring
- 1960 Benjamin Lax
- 1961 Walter Kohn
- 1962 Bertram N. Brockhouse
- 1963 William M. Fairbank
- 1964 Philip W. Anderson
- 1965 Ivar Giaever
- 1966 Theodore Harold Maiman
- 1967 Harry George Drickamer
- 1968 John Robert Schrieffer
- 1969 John Hopfield e D. G. Thomas
- 1970 T. H. Geballe e B. T. Matthias
- 1971 Erwin Hahn
- 1972 James C. Phillips
- 1973 Gen Shirane
- 1974 Michael Tinkham
- 1975 Albert Overhauser
- 1976 George Feher
- 1977 Leo Kadanoff
- 1978 George D. Watkins
- 1979 Marvin Cohen
- 1980 Dean E. Eastman e William E. Spicer
- 1981 David Morris Lee, Robert Coleman Richardson e Douglas Dean Osheroff
- 1982 Bertrand Halperin
- 1983 Alan Heeger
- 1984 Daniel Chee Tsui, Horst Ludwig Störmer e Arthur Gossard
- 1985 Robert Otto Pohl
- 1986 Robert Betts Laughlin
- 1987 Robert J. Birgeneau
- 1988 Frank F. Fang, Alan B. Fowler e Phillip J. Stiles
- 1989 Hellmut Fritzsche
- 1990 David Edwards
- 1991 Patrick A. Lee
- 1992 Richard A. Webb
- 1993 Duncan Haldane
- 1994 Aron Pinczuk
- 1995 Rolf Landauer
- 1996 Charles Pence Slichter
- 1997 James Langer
- 1998 Dale J. van Harlingen, Donald Ginsberg, John R. Kirtley e Chang C. Tsuei
- 1999 Sidney R. Nagel
- 2000 Gerald. J. Dolan, Theodore. A. Fulton e Marc A. Kastner
- 2001 Alan Harold Luther e Victor John Emery
- 2002 Jainendra K. Jain, Nicholas Read e Robert Willett
- 2003 Boris Altshuler
- 2004 Tom Lubensky e David Robert Nelson
- 2005 David Awschalom, Myriam Sarachik e Gabriel Aeppli
- 2006 Noel A. Clark e Robert Meyer
- 2007 James P. Eisenstein, Steven M. Girvin e Allan Hugh MacDonald
- 2008 Mildred Dresselhaus
- 2009 Jagadeesh Moodera, Paul Tedrow, Robert Meservey e Terunobu Miyazaki
- 2010 Alan Mackay, Alan Mackay e Paul Steinhardt
- 2011 Juan Carlos Campuzano, Peter Johnson e Zhi-Xun Shen
- 2012 Charles L. Kane, Laurens W. Molenkamp e Shoucheng Zhang
- 2013 John Slonczewski e Luc Berger
- 2014 Philip Kim
- 2015 Allen Goldman, Arthur Hebard, Aharon Kapitulnik e Matthew Fisher
- 2016 Eli Yablonovitch
- 2017 Alexei Kitaev e Xiao-Gang Wen
- 2018 Paul Chaikin
- 2019 Alexei Lvovich Efros, Boris Shklovskii e Elihu Abrahams
- 2020 Pablo Jarillo-Herrero